# Палета (Стародавній Єгипет)
Палета — комплекс аргхеологічних артефактів Давнього Египту, що  датуються  межею VI/V - кінцем IV тис. до н.е, т.б., вони хронологічно охоплюють періоди від Бадарійської та Тасійської культур до Раннього царства. Палети являють собою тонкі кам'яні або кістяні площини з рельєфним декоративними  зображеннями знаків, тварин, людей..  Палети традиційно поділяються на «косметичні» (туалетні) та «церемонійні». Палети, особливо церемонійні, є одними з головних груп джерел історії додинастичного періоду Стародавнього Египту.

## Туалетні палети
використовувались для розтирання косметичної малахітової фарби. В Давньому Єгипті фарба для очей несла утилітарне та магічне значення. Вона була покликана не тільки зробити очі більш привабливі, але й захистити їх від злих сил. 

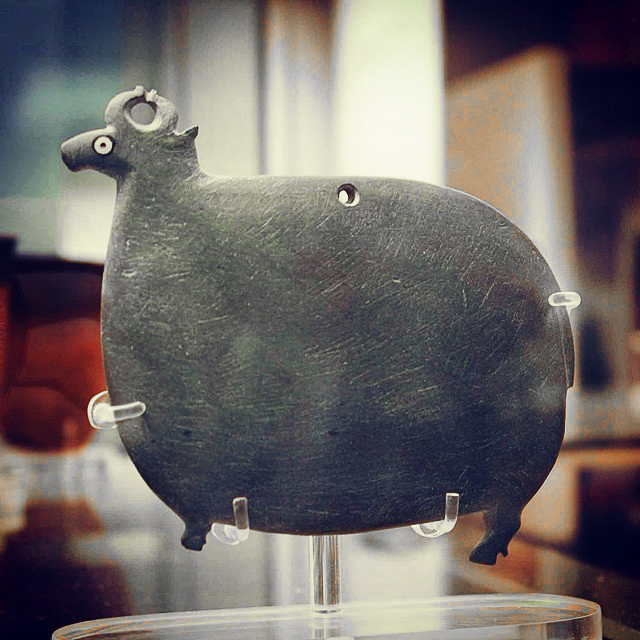
Туалетна палета в формі барана із інкрустованими мушлями очами період Нагада I 4000-3600 рр. до н.е.

## Перелік церемонійних палеток.
| Назва                          | Зображення | Розмір, матеріал                                                       | Походження     | Зберігання |
| ------------------------------ | ---------- | ---------------------------------------------------------------------- | -------------- | --- |
| Палета Бика                    |            | Заввишки — 26,5 см; завширшки — 14,5 см граувакка                      | Невідомо       | Лувр (Париж, Франція)                                                                                              |
| Палета «Дві собаки»            |            |                                                                        |                | |
| Лівійська палетка              |            | Заввишки 70 см, завширшки — 21 см                                      | Абджу (Абідос) | Каїрський єгипетський музей                                                                                        |
| Палета «Чотири собаки»         |            | граувакка                                                              |                | Лувр (Париж, Франція)                                                                                              |
| Палета «Метрополітен музею»    |            |                                                                        |                | |
| Палета Міна                    |            |                                                                        |                | |
| Палета Нармера                 |            | Заввишки 64 см, завширшки 42 см алевроліт                              | Дельта Єгипта  | Каїрський єгипетський музей                                                                                        |
| Мисливська палета              |            | Заввишки 30,5 см, завширшки — 15 см                                    | Невідомо       | Британський музей                                                                                                  |
| Палета «Поле Битви». 3 частини |            | 1. — невідома; 2. Заввишки — 19,6 см; завширшки — 28,7 см; 3. — 7,9 см | Абджу          | 1 частина — Музей Ашмола (оксфорд, Велика Британія); 2 частина — Британський музей; 3 частина — Люцерн (Швейцарія) |